# Werner Sonntag (Journalist)

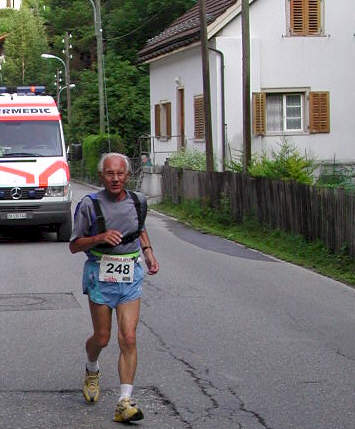
Werner Sonntag beim Graubünden-Marathon 2003

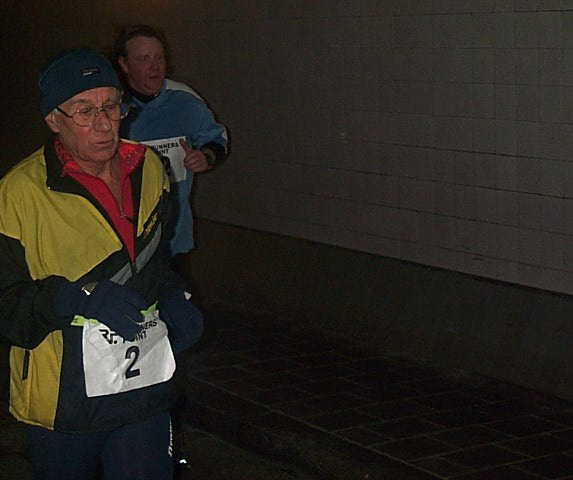
Werner Sonntag beim Elbtunnel-Marathon 2004

Werner Sonntag (* 22. Juni 1926 in Görlitz in Niederschlesien; † 24. Oktober 2021 in Ostfildern, Stadtteil Parksiedlung in Baden-Württemberg) war ein deutscher Journalist, Laufpionier und Buchautor. Als Apologet des Erlebnis- und des Ultralangstreckenlaufs beschäftigte er sich ausgiebig mit der Psychologie des Laufens.

## Leben
In Görlitz geboren, wechselte er nach seiner Neulehrer-Ausbildung in den Journalismus. 1952 übersiedelte er von Ost-Berlin in die Bundesrepublik Deutschland.
Er war bis 1991 als Zeitungs- und Zeitschriftenredakteur beruflich tätig, davon 17 Jahre bei der Stuttgarter Zeitung. Er war auch Mitarbeiter anderer Blätter – darunter der ZEIT, Spiridon, Volkssport und „Runner’s World“, – und Chefredakteur von Condition. Seit 2002 schrieb er eine wöchentliche Kolumne in dem Internet-Magazin „LaufReport“.
2003 wurde er mit dem Medien-Award des München-Marathons ausgezeichnet, 2006 mit dem Adolf-Weidmann-Preis, 2014 mit dem Horst-Milde-Award.

## Laufkarriere
Werner Sonntag begann 1966 auf ärztlichen Rat mit dem Laufen. Seine beiden ersten Marathons waren 1968 in Baarn und im Schwarzwald.
- 1972 nahm er erstmals an den 100 km von Biel teil.
- 1981 war er Teilnehmer beim Deutschlandlauf (Pilotstudie von Prof. Jung) über 1092 km in 20 Tagen.
- 1993 wurde er Europameister in der Altersklasse M 60 bei der 1. Veteranenmeisterschaft im 100-km-Lauf in Palamós.
- 1989 Finisher des Spartathlons in 35:21:19 Stunden, 1990 in 35:37:14. Beide Male war er ältester Teilnehmer. 1992 beendete er den Spartathlon mit Verspätung und wurde daher nicht gewertet.

Werner Sonntag ist 339 Marathons und Ultramarathons gelaufen.
Außerdem rief er 1974 den ersten Lauftreff in Stuttgart ins Leben und war an der Gründung des Schönbuch-Marathons beteiligt.

## Veröffentlichungen
- Irgendwann mußt du nach Biel. Bekenntnisse eines Hundert-Kilometer-Läufers. Edition Spiridon, Düsseldorf 1978, ISBN 3-922011-00-4
- Spass am Laufen. Jogging für die Gesundheit. Falken-Verlag, Niedernhausen 1979, ISBN 3-8068-0470-2
- Mehr als Marathon. Handbuch für Ultralangläufer. Meyer und Meyer, Aachen
  - Band 1. 1985, ISBN 3-89124-022-8
  - Band 2. 1986, ISBN 3-89124-039-2
- Fit mit Laufen. Falken-Verlag, Niedernhausen 1988, ISBN 3-8068-2315-4
- Herausforderung Marathon. Reportagen, Erfahrungen, Ratschläge. Pietsch, Stuttgart 1988, ISBN 3-613-50087-6
- Laufende Vorgänge. „Irgendwann mußt du nach Biel“ und andere literarische Texte über das Laufen. Verlag Laufen und Leben, Ostfildern 1996, ISBN 3-9802835-0-X
- Kampfes Lust. Über die Erotik der Körperbegegnung im Zweikampf. Beschreibung einer Szene. Wenn Frauen kämpfen und Männer zuschauen: Emanzipation, Stimulation, Obsession? Verlag Laufen und Leben, Ostfildern 2002, ISBN 3-9802835-2-6
- mit Ilse Gutjahr (Hrsg.): Sport und Vollwerternährung. emu-Verlag, Lahnstein 2004, ISBN 3-89189-108-3
- Bieler Juni-Nächte. Der 100-km-Lauf von Biel/Bienne. Facetten eines Laufjubiläums. Ein Ratgeber für Erststarter. Verlag Laufen und Leben, Ostfildern 2008
- Mehr als Marathon – Wege zum Ultralauf. Sportwelt Verlag, Betzenstein 2013, ISBN 978-3-941297-28-9